# Росоховатська сільська рада
| Росоховатська сільська рада — колишній орган місцевого самоврядування у Іллінецькому районі Вінницької області з адміністративним центром у с. Росоховата. Сільській раді були підпорядковані населені пункти: - с. Росоховата - с. Петро-Марківка |

## Склад ради
Рада складалась з 14 депутатів та голови.

## Керівний склад сільської ради
| ПІБ                  | Основні відомості                                                         | Дата обрання | Дата звільнення |
| -------------------- | ------------------------------------------------------------------------- | ------------ | --------------- |
| Брух Сергій Іванович | Сільський голова, 1969 року народження, освіта, безпартійний              | 26.03.2006   | 31.10.2010      |
| Брух Сергій Іванович | Сільський голова, 1968 року народження, освіта вища, член Партії регіонів | 31.10.2010   |                 |

Примітка: таблиця складена за даними джерела